# Premio nazionale di poesia Biagio Marin
Il Premio nazionale di Poesia Biagio Marin è un premio letterario italiano, assegnato con cadenza biennale nel mese di ottobre a Grado a poesie scritte in dialetto.

## Storia
Il premio nacque nel 1991 dal desiderio del  Centro studi Biagio Marin di Grado di onorare la memoria di Biagio Marin, uno dei massimi poeti in dialetto del Novecento in Italia, che in quest'isola era nato e dove trascorse l'ultima fase della sua lunga esistenza.
Il premio, grazie anche alla collaborazione e all'intervento di importanti poeti, studiosi, editori italiani, come Carlo Bo, Franco Loi, Franco Brevini, Vanni Scheiwiller, Pier Vincenzo Mengaldo, Cesare Galimberti, Giovanni Tesio, solo per citare alcuni nomi, è oggi uno dei più importanti premi a livello nazionale dedicato alla poesia in dialetto e nelle lingue delle minoranze linguistiche storiche e agli studi scientifici ad essa correlati. Inoltre, per la saggistica incentrata su Biagio Marin ed il suo mondo, viene assegnato in ogni edizione un premio ad una tesi di laurea particolarmente significativa.
Il premio, tutt'oggi diviso in tre sezioni (premio Centro studi Biagio Marin per la poesia in dialetto, premio comune di Grado per la saggistica e personalità della cultura, e premio fondazione Carigo per la saggistica su Biagio Marin e poesia) è organizzato dal  Centro studi Biagio Marin di Grado con la collaborazione del Servizio cultura del Comune di Grado, con la partecipazione della Regione Autonoma Friuli-Venezia Giulia e la Fondazione Carigo. Il premio ha ricevuto la medaglia del presidente della Repubblica Italiana Giorgio Napolitano.
L'evento culturale si svolge solitamente verso la metà del mese di ottobre ed è ospitato presso la sala consiliare del Municipio di Grado.

## 1991
Vincitori:
- Paolo Bertolani, di Lerici, per «Diario Greco».
- Ligio Zanini, di Rovigno d'Istria, per «Cun la prùa al vento» - inediti.
- Ernesto Calzavara, di Treviso, per: «Ombre sui veri», Formella di Dino Facchinetti del Comune di Grado.

Segnalati:
- Bianca Dorato per gli inediti.
- Gianni Fucci, di Santarcangelo di Romagna, per «Êlbar dla memoria».

Giuria: Carlo Bo, Franco Brevini, Cesare Galimberti, Amedeo Giacomini, Bruno Maier, Salvatore Silvano Nigro, Vanni Scheiwiller e Giovanni Tesio.

## 1997
Vincitori:
Per un libro di poesia edito:
- Giancarlo Consonni, di Milano, per «Vûs» (Voci) - Ed. Einaudi.
- Francesco Granatiero, foggiano. per «Iréve» (Voragine) - Ed. Comunità Montana del Gargano; premio del Comune di Grado.

Segnalati:
- Giose Rimanelli, molisano di Casacalenda, per «I Rascenije» - Ed. Moby Dick.

Sezione saggistica sulla letteratura in dialetto:
- Giorgio Padoan, dell'Istituto Veneto, per «Rinascimento controluce» - Longo Editore.

Sezione studi su Biagio Marin:
- Mladen Machiedo per un saggio sulle traduzioni di Biagio Marin.

Giuria: Pietro Gibellini, Pier Vincenzo Menegaldo, Salvatore Nigro, Vanni Scheiwiller, Edda Serra e Giovanni Tesio.

## 2001
Vincitori:
Per un libro di poesia:
- Amedeo Giacomini di Codroipo per «Antologia privata» - Ed. Moby Dick.

Segnalati:
- Nino De Vita per «Cùnture» - Campo Ed.
- Ida Vallerugo per «Maonda» - Circolo culturale Menocchio Ed.

Per studi sulla letteratura in dialetto:
- Dante Isella per «Carlo Porta» - Ed. Mondadori.

Per studi su Biagio Marin:
- Pericle Camuffo per «Biagio Marin», la poesia, i filosofi - Ed. della Laguna.

Giuria: Pietro Gibellini, Franco Loi, Gianni Oliva, Bruno Maier, Edda Serra e Gianni Tesio.

## 2003
Vincitori:
Per «Un libro di poesia»:
- Stefano Marino di Reggio Calabria per «Parrasulu» (Parlasolo) - Ed. dell'Orso.

Segnalati:
- Luciano Caniato per «Medajuns et Alia» - Ed. Marsilio.
- Nino De Vita per «Cutusiu» - Ed. Mesogea
- Assunta Finiguerra per «Rescidde» - Ed. Zone.

Per «Studi sulla letteratura in dialetto»:
- Cesare Segre per «Ritorno alla critica» - Ed. Einaudi.

Per «Studi su Biagio Marin»:
- Giorgio Baroni per l'attenzione riservata al poeta nella «Rivista di letteratura italiana» e nel Materiale critico bibliografico - Ed. SEI Torino.
- Isabella Valentinuzzi per la tesi «Biagio Marin lettore», premio speciale del CSBM.

Giuria: Franco Loi, Gianni Oliva, Edda Serra, Giovanni Tesio, Pietro Gibellini.

## 2005
Vincitori:
Per «Un libro di poesia»:
- Franca Grisoni, L'ala (2004)

Segnalati:
- Lidia Delton, Granai de pulvaro.

Per «Studi sulla letteratura in dialetto»:
- Alfredo Stussi, Storia della lingua e storia letteraria, ed. Il Mulino.

Per «Studi su Biagio Marin»:
- Ilenia Marin, Diari di Marin (1941-1950) La pace lontana, Libreria Editrice Goriziana.

Giuria: Franco Loi, Gianni Oliva, Edda Serra, Giovanni Tesio, Pietro Gibellini.

## 2007
Vincitori:
Per «Un libro di poesia»:
- Giovanni Nadiani

Segnalati:
- Lidia Delton, Granai de pulvaro.

Per «Personalità della cultura»:
- Emerico Giachery.

Per «Studi su Biagio Marin»:
- Marco Giovanetti
- Matteo Vercesi

Giuria: Franco Loi, Gianni Oliva, Edda Serra, Giovanni Tesio, Pietro Gibellini.

## 2009
Vincitori:
Per «Un libro di poesia»:
- Ivan Crico, «De arzent zu», Istituto Giuliano di Storia e Documentazione.
- Piero Marelli «I nocc», Lieto Colle.

Per «Personalità della cultura»:
- Lucio Felici.

Per «Studi su Biagio Marin»:
- Caterina Conti per la tesi di laurea “I Diari e le lettere di Falco Marin: slanci idealistici ed esperienza militare”.

Giuria: Franco Loi, Gianni Oliva, Edda Serra, Giovanni Tesio, Pietro Gibellini, Flavia Moimas.

## 2011
Vincitore:
Per la Poesia:
- Claudio Grisancich, «Conchiglie», LINT Editrice

Giuria: Franco Loi, Gianni Oliva, Edda Serra, Giovanni Tesio, Pietro Gibellini

## 2014
Vincitori:
Per la Poesia:
- Luciano Cecchinel, «Sanjut de stran», Marsilio

Premio "Giovani Ricercatori":
- Andrea Dessardo
- Alessandro Ferraro

Giuria: Franco Loi, Edda Serra, Giovanni Tesio, Pietro Gibellini, Flavia Moimas, Fabio Russo

## 2016
Vincitori:
Per la Poesia:
- Remigio Bertolino, «Libre d'envern», Aragno

Premio alla carriera:
- Franco Loi

Premio speciale del Comune di Grado:
- Fernando Grignola

Giuria: Franco Loi, Gianni Oliva, Edda Serra, Giovanni Tesio, Pietro Gibellini, Renato Martinoni

## 2018
Vincitori:
Per la Poesia:
- Giacomo Vit, «Vous dal grumal de aria», Punto a Capo

Per la Saggistica:
- Davide Podavini per la ricerca preziosa e sistematica, nella sua tesi di dottorato, della figura e dell'opera di Biagio Marin nei «Diari»

Premio speciale dei Comune di Grado:
- Lino Marconi
- Elena Ghielmini

Giuria: Gianni Oliva, Edda Serra, Giovanni Tesio, Pietro Gibellini, Renato Martinoni